# جوليانو جولياني
جوليانو جولياني (بالإيطالية: Giuliano Giuliani)‏ هو لاعب كرة قدم إيطالي في مركز حراسة المرمى، ولد في 29 سبتمبر 1958 في روما في إيطاليا، وتوفي في 14 نوفمبر 1996 في بولونيا في إيطاليا. لعب مع نادي أودينيزي ونادي كومو ونادي نابولي وهيلاس فيرونا.

## وصلات خارجية
- جوليانو جولياني على موقع قاعدة بيانات كرة القدم.إي يو (الإنجليزية)
- جوليانو جولياني على موقع Soccerbase.com (لاعب) (الإنجليزية)
- جوليانو جولياني على موقع عالم كرة القدم.نت (الإنجليزية)
- جوليانو جولياني على موقع اللجنة الأولمبية الدولية (الإنجليزية)
- جوليانو جولياني على موقع أوليمبيديا (الإنجليزية)
- جوليانو جولياني على موقع GSA (الإنجليزية)